# Acacia drummondii
Acacia drummondii é uma espécie de leguminosa do gênero Acacia, pertencente à família Fabaceae.